# Pepeni
Pepeni è un comune della Moldavia situato nel distretto di Sîngerei di 6.020 abitanti al censimento del 2004

## Località
Il comune è formato dall'insieme delle seguenti località (popolazione 2004):
- Pepeni (4.415 abitanti)
- Pepenii Noi (591 abitanti)
- Răzălăi (911 abitanti)
- Romanovca (103 abitanti)